# Dimra
Dimra (arab. ‏دِمْرَة‎) – nieistniejąca już palestyńska wieś, która była położona w Dystrykcie Gazy w Mandacie Palestyny. Wyludniona i zniszczona podczas I wojny izraelsko arabskiej (an-Nakba), po ataku Sił Obronnych Izraela w dniu 28 października 1948.

## Położenie
Dimra leżała na granicy nadmorskiej równiny z północno-zachodnim skrajem pustyni Negew, w odległości 12 kilometrów na północny wschód od miasta Gaza. Według danych z 1945 do wsi należały ziemie o powierzchni 8 492 ha. We wsi mieszkało wówczas 520 osób.
| własność gruntów | powierzchnia gruntów (hektary) |
| ---------------- | ------------------------------ |
| Arabowie         | 8 257                          |
| Żydzi            | 0                              |
| publiczne        | 235                            |
| Razem            | 8 492                          |

| Rodzaj użytkowanych gruntów | Arabowie (hektary) | Żydzi (hektary) |
| --------------------------- | ------------------ | --------------- |
| uprawy cytrusów             | 96                 | 0               |
| uprawy nawadniane           | 388                | 0               |
| uprawy zbóż                 | 7 412              | 0               |
| nieużytki                   | 578                | 0               |
| zabudowane                  | 18                 | 0               |

## Historia
W okresie panowania Brytyjczyków Dimra była niewielką wsią. Posiadała własną szkołę dla chłopców, do której w 1946 uczęszczało 47 uczniów.
Podczas I wojny izraelsko-arabskiej w maju 1948 wieś zajęły egipskie oddziały. Podczas izraelskiej operacji Jo’aw w październiku Egipcjanie ewakuowali mieszkańców Dimry. Opuszczoną wieś zajęli Izraelczycy w dniu 28 października. W następnych dniach wieś została doszczętnie zniszczona.

## Miejsce obecnie
Na teremie wioski Dimry powstał w 1949 kibuc Erez.
Palestyński historyk Walid Chalidi, tak opisał pozostałości wioski Dimra: „Zachował się rozpadający kamienny zbiornik na wodę oraz betonowy gruz zniszczonych domów. Na tym co wydaje się pozostałościami fundamentów domu, położono koryta do pojenia krów. W dobrym stanie jest nie używana pompa wodna. Więcej gruzu leży w zalesionej części obszaru, w pobliżu żydowskiego cmentarza”.